# Julius Abdulahad Shabo
Julius Abdulahad Shabo (ur. 8 marca 1951 w Al-Kamiszli) – duchowny Syryjskiego Kościoła Ortodoksyjnego, od 1987 arcybiskup Szwecji i Skandynawii..